# Q (revista)
Q foi uma revista de música publicada mensalmente no Reino Unido, pela empresa de mídia britânica EMAP fundada em 1986 por Mark Ellen e David Hepworth, com uma tiragem estimada em 130.179 em junho de 2007
Q foi publicado pela primeira vez em 1986, colocando-se além de grande parte da imprensa musical, cuja produção mensal e padrões mais elevados de fotografia e impressão. Nos primeiros anos, a revista foi sub-intitulado "O guia para a música moderna e mais". Originalmente era para ser chamado Cue (como no sentido de cueing um registro, pronto para jogar), mas o nome foi alterado para que ele não fosse confundido com uma revista de snooker.

## Conteúdo
A revista tem uma extensa i speek english, apresenta: novos lançamentos (música), reedições (música), compilações de música, cinema e concertos ao vivo e opiniões, entre rádio e televisão. A Q usa um sistema de classificação de uma a cinco estrelas, na verdade, a classificação de um álbum recebe em Q é freqüentemente adicionado a impressão e publicidade televisiva para o álbum no Reino Unido e Irlanda. A Q também compila uma lista de cerca de oito álbuns, que classes como os melhores lançamentos dos últimos três meses.
Grande parte da revista é dedicada a entrevistas com artistas populares.
A revista é bem conhecida por compilação de listas. Ela criou muitas, que vão desde "The 100 Greatest Albums" para o "100 Maiores" 100 Greatest "Listas". O mais famoso deles é o "50 bandas para ver antes de morrer", lista. A cada dois meses, Q tem uma edição especial, as edições especiais tem sido o grande sucesso da revista e reconhecimento mundial no mundo da música.
Muitas vezes, brindes promocionais são oferecidos, tais como cobertura de produção de CDs ou livros. Cada edição do Q tem uma mensagem diferente sobre a coluna vertebral. Os leitores, em seguida, tentar descobrir o que a mensagem tem a ver com o conteúdo da revista. Essa prática - conhecida como a "linha da coluna" - se tornou comum entre as revistas de estilo de vida britânico.
Q é normalmente publicada no início de um mês, mas o set 1997 houve um problema com a publicação que atraso de cerca de três semanas no mês. Isso levou à especulação de que originalmente continha material susceptível de ser considerado ofensivo no contexto sobre a morte da princesa Diana.

## Qtodas
Q hoje possui a edição de Paul Rees, ex-editor da edição britânica da revista Kerrang!, outra publicação Bauer musical baseado no heavier rock/metal.
Na introdução de abril 2007, Q publicou um artigo contendo os 100 melhores cantores, que em primeiro lugar ficou Elvis Presley.
Q tem um histórico de associação com organizações de caridade, e em 2006 a instituição de caridade de combate à pobreza British War on Want foi nomeado a seu parceiro social.
No final de 2008 Q renovou a sua imagem, com uma quantidade menor de texto e um foco maior sobre outros assuntos além da música. Este levou a críticas de grande parte dos leitores tradicionais da Q, embora ainda esteja para ser visto, se esta mudança de atitude vai afetar drasticamente as vendas.
Lady Gaga levantou em topless em um ensaio para a edição de abril de 2010 da revista, que foi proibido pelas lojas nos Estados Unidos devido o cantora ter exibido sua partes íntimas.
A revista tem uma relação estreita com o Festival de Glastonbury produzindo tanto um jornal diário gratuito no local durante o festival e uma revista de opinião disponíveis no final do festival.

## Q Radio
Depois de alguns anos como um jukebox, Q Rádio lançado em Junho de 2008 como um completo serviço de estação de rádio com uma extensa lista literalmente completa de shows e eventos. A emissora é transmitida na televisão digital, nas maiores redes de televisão do Reino Unido na DAB e online.
Coldplay estavam presentes para o lançamento desse novo segmento da Q dando uma entrevista exclusiva sobre o emblemático programa chamado de Q QPM no dia do lançamento.
A sede a Q radio era na cidade de Birmingham até o ano de 2009, posteriormente a sede foi movida para a capital britânica

## Outros mercados
Há também um canal de TV da Q no Reino Unido chamado de QTV. Que possui também tem uma premiação anual chamada de Q Awards é o segundo mais importante prêmio da música britânica atrás somente do Brit Awards o prêmio mais importante da música do Reino Unido e um dos mais importantes do mundo da música mundial.

## Críticas
Alguns críticos e leitores da revista têm acreditado que a Q tenha perdido o seu brilho, e agora está optando outros seguimentos para cobrir outros custos abusivos, uma das críticas diz que a Q esta focada mais no nome da banda do que nas músicas propriamente dita. O prêmio de cinco estrelas para o álbum do Oasis, Be Here Now (muito criticado em outros lugares e, posteriormente, julgado auto-indulgente por Noel Gallagher si mesmo) tem sido visto como um ponto de viragem.
Outra crítica vem da revista estar "muito generosa para os músicos britânicos", com suas avaliações. Também a recente tendência de contínua 'publicação' top 100 listas tem atraído acusações de jornalismo preguiçoso que favorece principalmente os artistas. A revista também anda mudando com grande freqüência seus editores. Por exemplo, em seus primeiros anos, a revista deu uma cobertura positiva para os artistas populares, como Dire Straits, Genesis e Phil Collins (Mark Knopfler foi à estrela da capa de Dezembro de 1987 e janeiro de 1989, Collins foi a estrela da capa de março 1990). No entanto, em anos mais tarde, tende a dar a estes artistas em geral, a cobertura negativa, como em uma contagem regressiva de "40 Melhores Álbuns dos anos 80", publicado em 2006, a revista, incluindo a manchete: "Foi uma década repleta de obras-primas. Nenhum deles por Phil Collins".
Muitas pessoas fazem piadas sobre os prêmios do Q Awards dizendo que são manipulados, pois somente artistas reconhecidos e de grande fama são premiados.

## Coletâneas
1. Q Awards The Album (2000)
2. Q Anthems (2001)
3. Q The Album (2003)
4. Q The Album 2008 (2008)
5. The Anthems - Q (2009)